# 基督教放送
基督教放送（きりすときょうほうそう・キドッキョほうそう、Christian Broadcasting System）はキリスト教（プロテスタント）の関連番組を中心に扱う大韓民国の放送局である。略称はCBS。社是として、デモクラシーの発展、地域・階層間対立の融和、南北朝鮮の融和と統一を掲げている。キャッチフレーズは『美しい世の中を作って行くCBS』。本部はソウル特別市陽川区木洞（SBSの向かい）。

## 概要
開局は1954年12月15日で、韓国放送公社（KBS。当時は韓国国営放送）以来、初めての民間団体主導による放送局としての開局だった。当初は宗教番組の他に音楽、娯楽、報道番組等も放送されていた。しかし、1980年の全斗煥大統領政権によるマスコミの表現の自由を規制した所謂「言論統廃合」の実施に伴い、娯楽色を一切廃し、宗教色の強い番組内容に変更させられ、コマーシャルと報道番組も禁止とされた。
その後、言論統廃合によって収入源が教会からの寄付のみとなり財政難に陥ったため、また民主化を望む世論にも後押しされ、1986年以降、基督教放送の放送内容の正常化を求める署名活動を展開した。1987年から報道番組の再開、言論統廃合で離職した社員の復職等を経て、1989年1月1日に広告放送を再開したことで、8年ぶりに放送の正常化を果たした。と同時に、ソウル、釜山、大邱、光州、全北の主要5都市の中波（AM）放送に加え、難聴取対策としてFM放送を開局。さらにそれ以外の地方都市でも順次FMでの放送を開局するようになり、ソウルと釜山では同時放送を行うための「標準FM」と、FM専用番組を編成する「音楽FM」の2チャンネル体制へ移行した。
2005年現在、韓国主要都市（14地域）でAM/FMでのラジオ放送事業、又衛星デジタルテレビ（KTスカイライフ向け）放送「CBSTV（後述）」を行っている。近年はキリスト教関連の番組に加え、世俗的な内容の番組も放送している。2005年からはアメリカ合衆国向けの衛星放送も開始している。尚、韓国では他にもCTS基督教テレビ (CTS) や、カトリック系の平和放送 (PBC) 、プロテスタント系キリスト教専門ラジオ放送・FEBC（本部・アメリカ）、仏教専門放送局の仏教放送（BBS）、圓音放送（WBS）などの宗教団体の放送ネットワークが、各地でケーブルテレビや衛星放送、FMラジオ（FEBCのソウルと済州島については中波ラジオも）を通じて国内向けの番組を配信している。
なお、放送以外にも事業展開をしており、2003年11月3日、オンライン新聞であるノーカットニュースを創刊した。2006年11月29日には無償提供紙であるデイリー・ノーカットニュースを創刊したが、2014年7月15日、経営悪化により廃刊となった。

## ラジオ

### 本部・地方局一覧
本部（ソウル首都圏）
標準FM:98.1MHz、AM837kHz、水原地域:100.7MHz、音楽FM:93.9MHz
釜山
標準FM:102.9MHz、音楽FM:102.1MHz、菉山地域:105.3MHz
大邱
標準FM:103.1MHz、安東地域:92.3MHz、音楽FM:97.1MHz
浦項
標準FM:91.5MHz
光州
標準FM:103.1MHz、音楽FM:98.1MHz
大田
標準FM:91.7MHz、洪城地域:99.3MHz
蔚山
標準FM:100.3MHz
忠北(淸州)
標準FM:91.5MHz、忠州地域:99.3MHz
全北(全州)
標準FM:103.7MHz、南原地域:90.7MHz、高敞地域:96.3MHz
全南(順天)
標準FM:102.1MHz、順天地域:89.5MHz
慶南(昌原)
標準FM:106.9MHz、晋州地域:94.1MHz
江原(春川)
標準FM:93.7MHz、原州地域:94.9MHz
江原嶺東(江陵)
標準FM:91.5MHz、東海地域:91.9MHz、束草地域:91.9MHz
済州
標準FM:93.3MHz、西帰浦地域:90.9MHz

## テレビ(CBSTV)
KTスカイライフ
182ch (以前は412chで放送していた）
IPTV
LG U+（ch270／旧ch181）、KT olleh TV（ch238／旧ch557）、SK B TV（ch300）
ケーブルテレビ